# اغتيال أسيل عاصلة

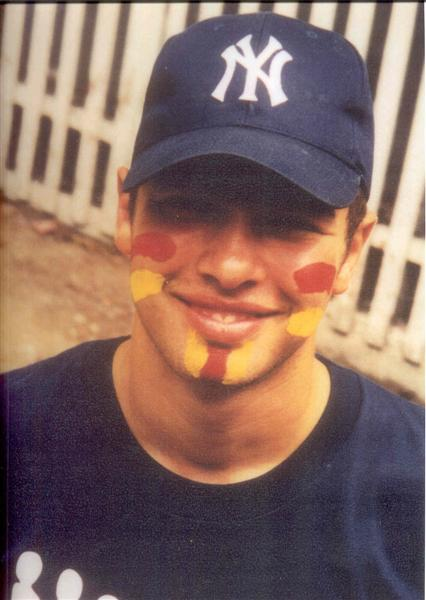
صورة عاصلة في بذور السلام

قُتل أسيل عاصلة في 2 أكتوبر/تشرين الأول 2000 على أيدي قوات الشرطة الإسرائيلية عندما احتج مواطنون فلسطينيون في قريته عرابة على قتل الجيش الإسرائيلي للفلسطينيين في الضفة الغربية وغزة. كان عاصلة في السابعة عشرة من عمره وقت اغتياله. كان ناشطًا في منظمة من أجل السلام.

## خلفية
ولد أسيل عاصلة في (6 مايو 1983 - تشرين الأول (أكتوبر) 2000) وهو من قرية عرابة في الجليل الأسفل. كان عضوًا في منظمة بذور السلام لحل النزاعات الدولية منذ عام 1997. قبل وفاته وصف عاصلة نفسه بأنه "فلسطيني إسرائيلي". كان لديه أصدقاء يهود كثيرون وقُتل وهو يرتدي قميص "بذور السلام".

## الاغتيال
حضر عاصلة مظاهرة في قريته في 2 أكتوبر. وفي محاولة لتفريق المظاهرة، أطلقت وحدة من قوات الأمن الإسرائيلية الغاز المسيل للدموع والذخيرة الحية تجاه المتظاهرين. ولم تتضح الأفعال التي أدت إلى مقتل عاصلة على وجه الدقة. قال ضباط الشرطة إنهم لا يعرفون كيف قُتل، بينما قال ابن عمه إنه رأى مسدسًا صوب عاصلة ثم سمع ثلاث طلقات نارية. وعلق طبيب عالج الشاب بأن عاصلة أصيب في رقبته من مسافة قريبة، وأن هذا الوقت الحاسم قد ضاع عندما أخرت الشرطة وصول سيارة إسعاف. وزعم الضباط أنه أصيب بالفعل برصاصة عندما وجدوه ملقى في كرم الزيتون. في النهاية، مات عاصلة في مستشفى نهاريا. وصل الفحص من قبل لجنة أور إلى مرحلة متقدمة للغاية، لكنه انتهى عندما رفضت عائلة عاصلة السماح بإخراج جثة أسيل من القبور لاستخراج الرصاصات التي قتلت عاصلة لإجراء فحوصات.

## التحقيقات
قُتل 13 مواطناً عربياً من أراضي 48 في الداخل الفلسطيني، بمن فيهم عاصلة. قاد والد أسيل بنجاح حملة للتحقيق في مقتل ابنه وآخرين في أكتوبر 2000. بعد ذلك، حقّقت لجنة أور المعينة من قبل الحكومة الإسرائيلية في أحداث أكتوبر 2000. أدانت اللجنة وبشدة الشرطة الإسرائيلية لاستخدامها القوة المفرطة لتفريق المتظاهرين. سعى والد أسيل، حسن عاصلة- وهو رئيس لجنة أهالي الضحايا آنذاك- للضغط على المسؤول عن مقتل ابنه والاثني عشر الآخرين الذين قتلوا في أكتوبر 2000. في أكتوبر 2006، ذكرت صحيفة هآرتس الإسرائيلية أن المشتبه به الرئيسي في مقتل عاصلة رفض اختبار كشف الكذب ست مرات. في 24 تشرين الأول (أكتوبر) 2000، بعد ثلاثة أسابيع من وفاة عاصلة، افتتح النائب البريطاني ريتشارد بوردن نقاشًا حول الصراع الإسرائيلي الفلسطيني من خلال الإشارة إلى وفاة عاصلة الأخيرة وعدم تشريح الجثة والتحقيق في ذلك الوقت.

## الاحتجاجات
في فبراير 2008، قاد أعضاء منظمة بذور السلام احتجاجًا أمام وزارة العدل الإسرائيلية للمطالبة بإعادة فتح التحقيق في أحداث أكتوبر 2000، وتحديدًا مقتل عاصلة. كما أرسل المتظاهرون رسائل إلى المدعي العام مناحم معزوز ورئيس الوزراء إيهود أولمرت يسألون عما إذا كان سيتم فتح القضية إذا كان الضحايا من اليهود.
في 30 أيلول (سبتمبر) 2010، قاد 6000 مواطناً عربياً في إسرائيل وأنصار مسيرة إحياءً للذكرى العاشرة لمقتل 13 عربيًا في تشرين الأول (أكتوبر) 2000. وطالب المتظاهرون المسؤولين بمحاكمة ضباط الشرطة المتورطين في القتل. وقال عضو الكنيست أحمد الطيبي إن "السنوات العشر الماضية كانت مليئة بالغضب والألم لأسر الضحايا ولعامة الجمهور العربي. إنهم يمثلون علامة سوداء على تاريخ دولة إسرائيل" في 1 أكتوبر، أعلنت اللجنة العربية العليا للمراقبة عن إضراب ليوم واحد لإحياء ذكرى الشباب.